# Clydonobothrium elegantissimum
Clydonobothrium elegantissimum är en plattmaskart som beskrevs av Einar Lönnberg 1889. Clydonobothrium elegantissimum ingår i släktet Clydonobothrium och familjen Phyllobothriidae. Inga underarter finns listade i Catalogue of Life.